# Vera Kistler
Vera Kistler (auch: Věra Kistlerová, geb. Věra Polenová; * 23. März 1929; † 3. August 2006) war eine US-amerikanische Komponistin, Musikpädagogin und Schriftstellerin tschechischer Herkunft.
Vera Polenova heiratete 1947 den amerikanischen Staatsbürger Thomas C. Kistler und ging mit ihm nach Darlington, South Dakota. 1949 wurde sie amerikanische Staatsbürgerin. Sie studierte Musikerziehung am Coker College (Bachelor 1969) und an der University of South Carolina (Master 1973). 1987 erlangte sie an der USC den Grad eines Doctor of Musical Arts im Fach Komposition. Sie arbeitete als Musikpädagogin und komponierte etwa 40 Chor- und Solowerke nach Gedichten bekannter Lyriker und eigenen Texten (darunter Song of Myself, Stopping By Woods on a Snowy Evening, To the Thawing Wind, Morning Star, Measure Me, Sky!, Once a Year At Christmas, Mary's Lamb, Marching With the River, A Rilke Trilogy, Good Night, Beloved) sowie mehrere kammermusikalische und Orchesterwerke. Außerdem veröffentlichte sie drei Romane sowie in literarischen Zeitschriften in den USA, Kanada und Europa Gedichte, Essays und Kurzgeschichten.